# クリミアブナ
クリミアブナ（学名:Fagus × taurica）は、ブナ科の落葉性広葉樹の一種でありクリミア半島に分布する。ヨーロッパブナとコーカサスブナの自生地が重なるバルカン半島などで見られる両者の雑種であるバルカンブナと酷似しており、同一視する見解もある。

## 参照
1. ↑  Synonyms of Fagus × taurica Popl. World checklist Kew
2. ↑  “World Checklist of Selected Plant Families”. 2014年10月21日閲覧。